# 克里斯蒂娜·拉森
克里斯蒂娜·拉森（英語：Kristina Larsen，1978年3月17日—），澳大利亚女子赛艇运动员。她曾代表澳大利亚参加世界赛艇锦标赛，获得二枚金牌和一枚银牌。她也曾参加2000年夏季奥林匹克运动会。